# ウォーターバスケットボール

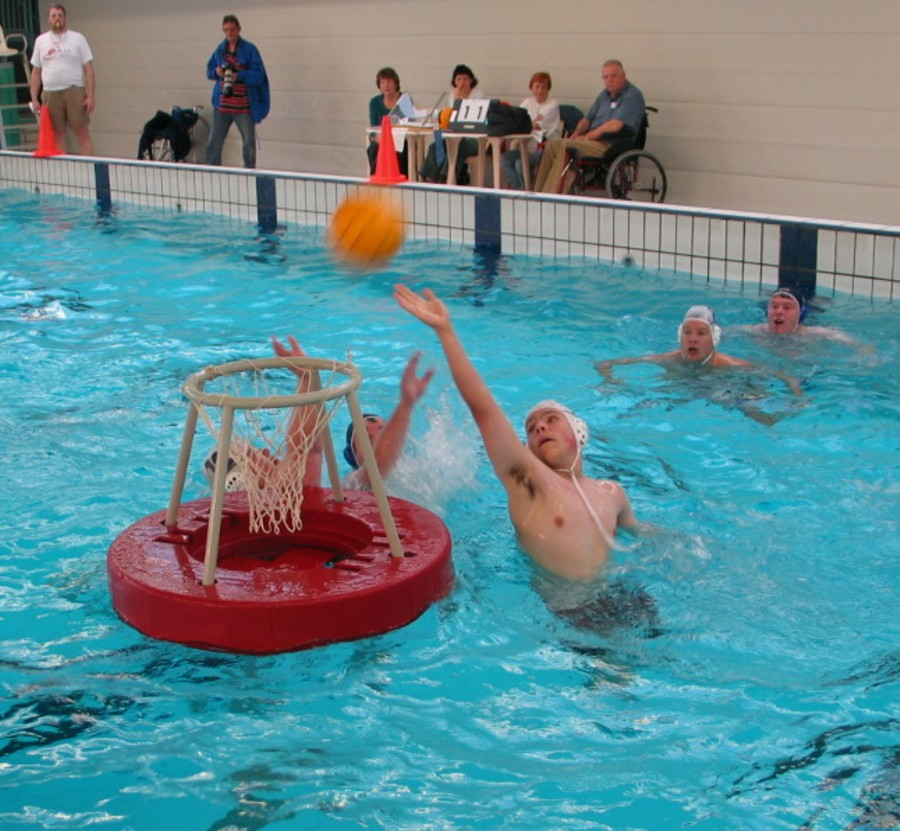
ウォーターバスケットボール（オランダ）

ウォーターバスケットボールは、バスケットボールから派生した球技の一つであり、水の中で行われるウォータースポーツの一つである。バスケットボールの発祥国であるアメリカ合衆国や、ブラジル、ヨーロッパなどで行われている。
バスケットボールと水球を組み合わせたルールで、通常のルールとは若干異なる。